# Az édes élet
Az édes élet (eredeti cím: La dolce vita, ejtsd: lá dolcse vitá) 1960-ban bemutatott olasz-francia film Federico Fellini rendezésében, Marcello Mastroianni és Anita Ekberg főszereplésével. A film az 1960-as cannes-i fesztiválon elnyerte a fesztivál fődíját, az Arany Pálmát.
Az édes élet mérföldkő Fellini életműve alakulásában, egyúttal a modern európai filmművészetben is. Az, hogy a pápa és a polgári sajtó erőteljes társadalomkritikája miatt annak idején elítélte a filmet (még cenzúrát is emlegettek), ma már nem érdekes. Az, hogy Fellini rátalált a hagyományos történetmeséléshez képest egy lazább, epizódszerű építkezésre, és dramaturgiája fő eszköze nem a lineáris történetvezetés, hanem az epizódok egymáshoz harmonizálása, a komponálás lett, felszabadító erővel bírt sok más filmesre, a korszerű filmnyelvre magára is.
Az olasz paparazzo kifejezés Az édes élet egyik szereplője, egy Paparazzo nevű fotós megjelenése óta használatos a köznyelvben. A szereplőt Walter Santesso alakította. A paparazzi a szó többes száma.

## Cselekmény
Marcello valaha komoly írói ambíciókkal érkezett Rómába, ahol most egy bulvárlap munkatársa, a Via Venetóval jelképezett fényűző, hazug és cinikus társasági élet ismert figurája. S noha a hamis csillogású filmipar képviselőinek orgiáin, a letűnt arisztokrácia, az értékválságba került értelmiség, a szenzáció- és pénzhajhász tömegkommunikáció szánalmas vagy kegyetlen „szertartásain” egyaránt teljes erkölcsi és érzelmi kiüresedést tapasztal, végül mégis ennek a világnak adja el magát.
A film hét története bemutatja Marcello, a főhős környezetét. Marcello képtelen eldönteni, miképp, merre az életben. Vidékről került Rómába, korábban költő volt, aztán írónak készült, csak beszippantotta az újságírás. Élvezi az esték, éjszakák világát, a mulatozást, s bár pontosan tudja, hogy mit ér ez, nem tud, nem is akar kiszakadni belőle. Innen a spleenje, unottnak tűnő egykedvűsége.
A film nőalakjai: Marcello barátnője, Emma (Yvonne Furneaux), aki  otthonról, gyermekekről álmodik és végtelenül unalmas. Sylvia (Anita Ekberg), a vérbő svéd színésznő, aki látszólag maga az életöröm, csak éppen veri a férje. Maddalena (Anouk Aimée), a dúsgazdag, unatkozó, léha nő, Marcello egyedül belé szerelmes.
A film legdrámaibb figurája a különlegesen intelligens Steiner (Alain Cuny), Marcello barátja, felettes énje, akinek súlyos önutálata, az okossága és a tehetsége iránti kétsége sodorja odáig, hogy nem viseli el sem a gazdagságát, sem a boldog családját: végez velük és önmagával is.

## Szereposztás
| Szerep                    | Színész              | Magyar hangja (1. szinkron, 1972) |
| ------------------------- | -------------------- | --------------------------------- |
| Marcello Rubini           | Marcello Mastroianni | Latinovits Zoltán                 |
| Sylvia                    | Anita Ekberg         | Váradi Hédi                       |
| Maddalena                 | Anouk Aimée          | Földi Teri                        |
| Emma                      | Yvonne Furneaux      | Almási Éva                        |
| Fanny                     | Magali Noël          | Esztergályos Cecília              |
| Steiner                   | Alain Cuny           | Mensáros László                   |
| Marcello apja             | Annibale Ninchi      | Gáti József                       |
| Mario, paparazzo          | Walter Santesso      | Kern András                       |
| Riccardo, villatulajdonos | Riccardo Garrone     | Koncz Gábor                       |
| Laura                     | Laura Betti          | Halász Judit                      |
| Robert                    | Lex Barker           | Bitskey Tibor                     |

## Díjak, jelölések
- Cannes-i fesztivál (1960)
  - díj: Arany Pálma – Federico Fellini
- Oscar-díj (1962)
  - díj: legjobb kosztüm – Piero Gherardi
  - jelölés: legjobb rendező – Federico Fellini
  - jelölés: legjobb eredeti forgatókönyv – Federico Fellini, Tullio Pinelli, Ennio Flaiano, Brunello Rondi
  - jelölés: legjobb látvány – Piero Gherardi
- BAFTA-díj (1961)
  - jelölés: legjobb film – Federico Fellini
- David di Donatello-díj (1960)
  - díj: legjobb rendező – Federico Fellini